# Хара, Кадзуо
Кадзуо Хара (яп. 原 一男, 8 июня 1945 года, Убе) — японский кинорежиссёр-документалист, актёр.

## Биография
Рос без отца. В юности испытал сильнейшее воздействие японских и мировых протестных движений конца 1960-х — начала 1970-х годов. Окончил Высшую техническую школу фотографии в Токио. Вместе с женой занимался продюсированием фильмов.

## Творческая манера
Хара создает кино маргинальных героев и экстремальных ситуаций.

## Фильмография
- 1972: «Прощай, ЦП» (о больных церебральным параличом)
- 1974: «Предельно личные отношения: Любовная песнь 1974»
- 1987: «Голая армия императора идет вперёд» (о нравах в японской армии времен Второй мировой войны; премия Берлинского МКФ, премия Токийского МКФ Голубая лента, премия КФ в Иокогаме, премия Роттердамского МКФ)
- 1994: «Писатель всем телом и душой» (о последних днях писателя Мицухару Иноуэ; специальная премия Японской Академии)

## Интересные факты
Сьюзен Зонтаг включила фильм Кадзуо Хары «Голая армия императора идет вперёд» в число 12 фильмов, наиболее актуальных для современного кино (см.: ).